# Judith Tarr
Pour les articles homonymes, voir Tarr (homonymie) et Brennan.
Œuvres principales
- Série L'Aube d'Avaryan

Judith Tarr, née le 30 janvier 1955 à Augusta dans le Maine, est un auteur américain surtout connue pour ses romans de fantasy. Elle utilise deux pseudonymes : Caitlin Brennan dans ses publications à Harlequin Enterprises Limited, et Kathleen Bryan à Tor Publishing.

## Biographie
Judith Tarr obtient son Bachelor of Arts en latin et anglais à Mount Holyoke College en 1976, puis une maîtrise en lettres classiques à l’université de Cambridge, et une maîtrise et un doctorat en études médiévales à l’université Yale. Elle enseigne le latin à l’université Wesleyenne de 1990 à 1993.
Elle est sélectionnée au prix Locus du meilleur premier roman 1986 avec The Isle of Glass, puis à trois reprises à celui du meilleur roman de fantasy : en 1987 pour The Hounds of God, en 1990 pour Ars Magica et en 1994 pour Lord of the Two Lands ; ce dernier ouvrage est également sélectionné la même année au prix World Fantasy du meilleur roman.

## Œuvres

### SérieThe Hound and the Falcon
Cette trilogie a été publiée en un seul volume en 1993.
1. (en) The Isle of Glass, Bluejay, 1985
2. (en) The Golden Horn, Bluejay, 1985
3. (en) The Hounds of God, Bluejay, 1986

### SérieL'Aube d'Avaryan
1. Héritier du soleil, Pocket, coll. « Science-fiction », 2001 ((en) The Hall of the Mountain Kin, Tor Books, 1986)
2. La Dame d'Han-Gilen, Pocket, coll. « Science-fiction », 2001 ((en) The Lady of Han-Gilen, Tor Books, 1987)
3. Une pluie de princes, Pocket, coll. « Science-fiction », 2002 ((en) A Fall of Princes, Tor Books, 1988)
4. Les Flèches du soleil, Pocket, coll. « Science-fiction », 2003 ((en) Arrows of the Sun, Tor Books, 1993)
5. La Lance du ciel, Pocket, coll. « Science-fiction », 2004 ((en) Spear of Heaven, Tor Books, 1994)
6. (en) Tides of Darkness, Tor Books, 2002

### SérieAlamut
Cette série se déroule dans le même univers que The Hound and the Falcon.
1. (en) Alamut, Doubleday, 1989
2. (en) The Dagger and the Cross, Doubleday, 1991

### SérieWar World
1. (en) Blood Feuds, Baen, 1993Écrit avec Stephen Michael Stirling, Susan Shwartz et Harry Turtledove.
2. (en) Blood Vengeance, Baen, 1993Écrit avec Jerry Pournelle, Stephen Michael Stirling, Susan Shwartz et Harry Turtledove.

### SérieEpona
1. (en) White Mare's Daughter, Forge, 1998
2. (en) The Shepherd Kings, Forge, 1999
3. (en) Lady of Horses, Forge, 2000
4. (en) Daughter of Lir, Forge, 2001

### SérieDevil's Bargain
1. (en) Devil's Bargain, Roc, 2002
2. (en) House of War, Roc, 2003

### SérieWilliam the Conquerer
1. (en) Rite of Conquest, Roc, 2004
2. (en) King's Blood, Roc, 2005

### SérieWhite Magic
Cette série a été écrite sous le pseudonyme Caitlin Brennan.
1. (en) The Mountain's Call, Luna, 2004
2. (en) Song of Unmaking, Luna, 2005
3. (en) Shattered Dance, Luna, 2006

### SérieThe War of the Rose
Cette série a été écrite sous le pseudonyme Kathleen Bryan.
1. (en) The Serpent and the Rose, Tor Books, 2007
2. (en) The Golden Rose, Tor Books, 2008
3. (en) The Last Paladin, Tor Books, 2009

### Romans indépendants
- (en) A Wind in Cairo, Bantam Spectra, 1989
- (en) Ars Magica, Bantam Spectra, 1989
- (en) Lord of the Two Lands, Tor Books, 1993
- (en) His Majesty's Elephant, Jane Yolen Books, 1993
- (en) Throne of Isis, Forge, 1994
- (en) The Eagle's Daughter, Forge, 1995
- (en) Pillar of Fire, Forge, 1995
- (en) King and Goddess, Forge, 1996
- (en) Queen of Swords, Forge, 1997
- (en) Household Gods, Tor Books, 1999Écrit avec Harry Turtledove.
- (en) Kingdom of the Grail, Roc, 2000
- (en) Pride of Kings, Roc, 2001
- (en) Queen of the Amazons, Tor Books, 2004
- (en) Bring Down the Sun, Tor Books, 2008
- (en) House of the Star, 2010Sous le nom de Caitlin Brennan.
- (en) Living in Threes, 2012
- (en) Forgotten Suns, 2015